# 조브넬 모이즈 암살 사건

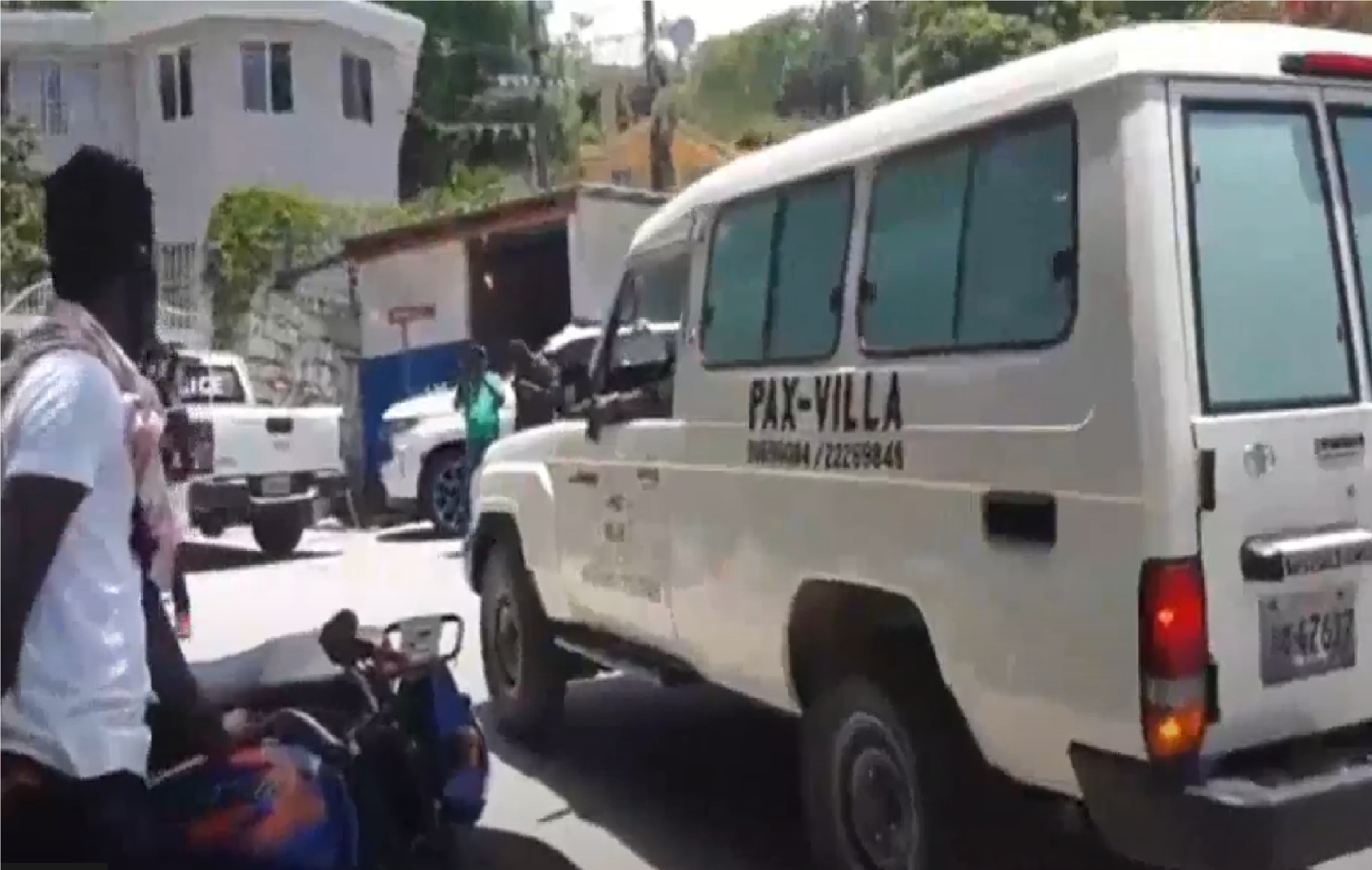
조브넬 모이즈의 시신을 옮기는 모습

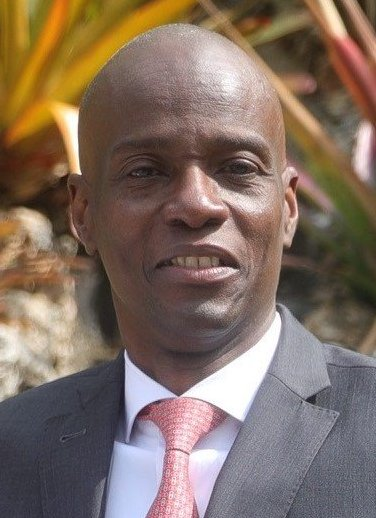
조브넬 모이즈

조브넬 모이즈 암살 사건(아이티어: Asasina Jovenel Moïse)은 2021년 7월 7일에 아이티의 수도인 포르토프랭스에서 아이티의 제42대 대통령인 조브넬 모이즈가 암살된 사건을 말한다.

## 사건
암살 당시 대통령의 시신에서 12개의 총알 자국이 발견되었다. 총상은 이마와 가슴, 엉덩이, 배 등에서 확인됐으며, 대구경 소총과 그보다 작은 9mm 총의 흔적이 함께 있었다. 대통령 침실과 집무실이 모두 헤집어진 상태였으며, 모이즈 대통령은 피로 얼룩진 흰 셔츠와 파란 바지를 입고 입을 벌린 채 누워있었다. 함께 총에 맞은 부인 마르틴 모이즈 여사는 곧바로 인근 병원에 옮겨진 후 에어 앰뷸런스를 통해 미국 플로리다주 병원으로 옮겨졌다.
2021년 7월 9일, 아이티 경찰은 용의자로 28명을 특정했다. 26명은 콜롬비아인이고 나머지 2명은 아이티계 미국인으로 알려졌다. 용의자 중 20명이 체포됐고 5명은 도주 중이다. 3명은 현장에서 사망했다.
대통령 암살범으로 체포된 콜롬비아인들은 미국 마이애미의 경비업체 ‘CTU’에 채용된 군 출신 용병이다. 콜롬비아 신문 엘티엠포도 익명의 소식통을 인용해 "사저 보안 카메라 영상에는 콜롬비아인들이 대통령 암살 사건이 벌어진 지 1시간반이 지난 새벽 2시30분쯤 현장에 도착한 것으로 나타났다"고 전했다.
야당 정치인 스티븐 브누아는 "대통령은 콜롬비아인들이 아니라 경호원들 손에 살해됐다"고 주장했다. 전 하원의원 알프레도 앙투완 역시 "암살 배후에는 자신들의 이익을 침해당할 것을 우려한 기득권 재벌이 있다"고 전했다. 마티아스 피에르 선거관리부 장관은 "이번 암살은 배후가 있으며 그것이 우리가 밝혀내야 할 사실"이라며 "조사당국이 공개한 암살 규모나 사저에서 난무했던 총격의 정황에도 불구하고 경호원 중 누구도 다치지 않았다"고 말했다.

## 임시 대통령
2021년 4월, 조제프 주트 총리 겸 외교부 장관이 돌연 사임했다. 클로드 조제프가 후임 외교부 장관으로 임명되었다.
2021년 7월 5일, 신경외과 의사 출신 아리엘 앙리가 새로운 총리로 지명되었다. 아직 총리로 취임을 하지는 않았다. 클로드 조제프 외교부 장관이 임시 총리를 맡고 있다.
2021년 7월 7일, 조브넬 모이즈 대통령이 암살되었다. 클로드 조제프 외교부 장관이 임시 총리인데, 그가 임시 대통령 겸 임시 총리 겸 임시 외교부 장관이 되었다.
2012년 개정된 헌법에서는 의회가 투표를 통해 임시 대통령을 뽑는 것으로 바뀌었다. 그런데, 국정이 마비되어, 하원의원 전체, 상원의원 2/3인 20명이 모두 임기를 마쳤지만, 새로운 총선이 열리지 않았다. 상원의원 10명만이 임기를 마치지 않았다.